# Чахлово (Кемеровская область)
Чахлово — деревня в Юргинском районе Кемеровской области. Входит в состав Проскоковского сельского поселения.

## История
Основана в XVIII веке. Названа по фамилии основателей: в начале XVIII века по реке Лебяжьей проживали пашенные крестьяне Кузьма и Тихон Чахловы, переселенцы из Европейской России. До 1917 года входил в состав Томского уезда Томской губернии.

## География
Центральная часть населённого пункта расположена на высоте 135 метров над уровнем моря.

## Население
По данным Всероссийской переписи населения 2010 года, в деревне Чахлово проживает 34 человека (13 мужчины, 21 женщина).